# John Ellis (físico)
Jonathan Richard Ellis CBE (Londres, 1 de julho de 1946) é um físico britânico, que trabalha com física de partículas.

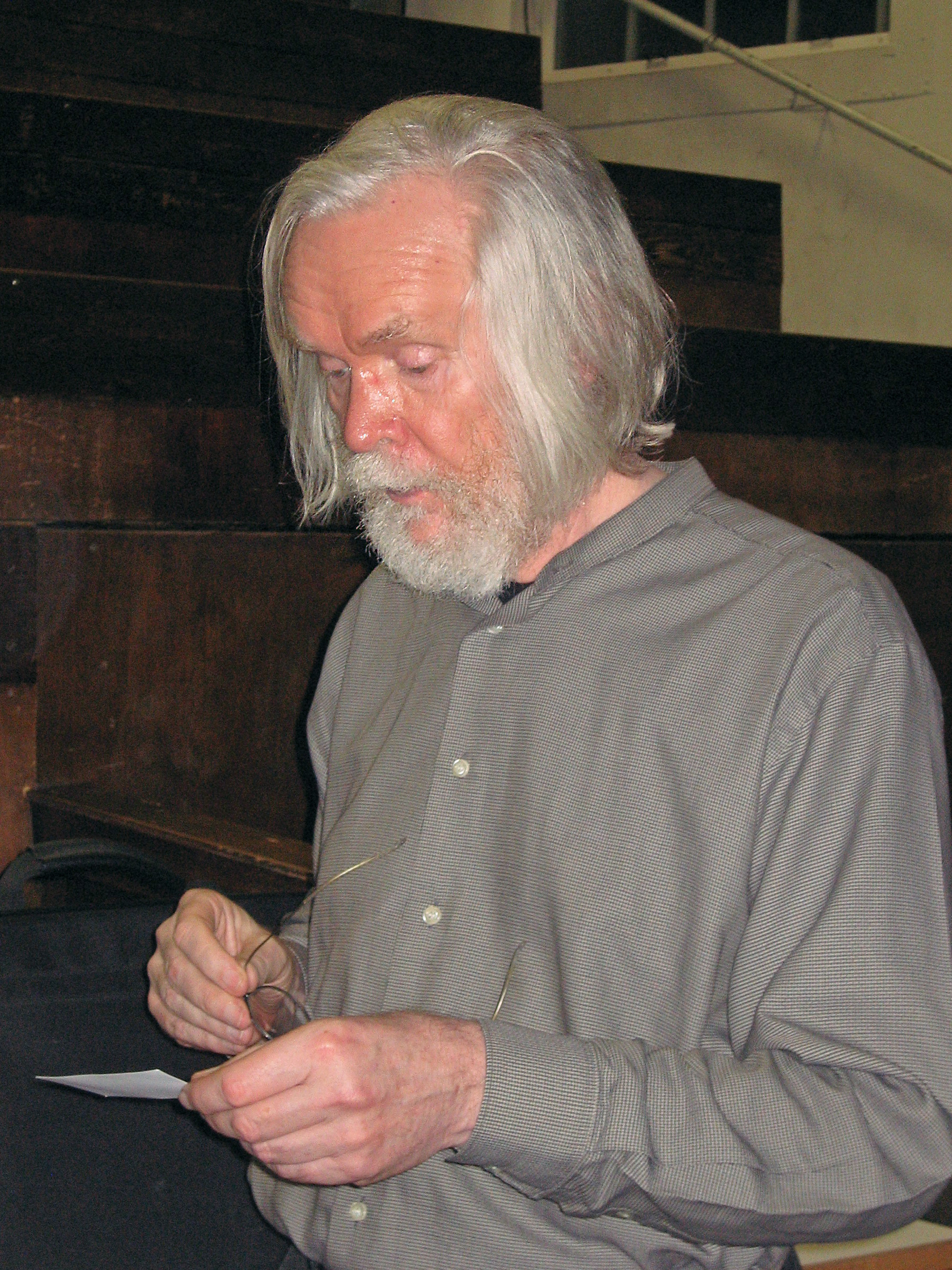
John Ellis na Universidade de Heidelberg, fevereiro de 2008

## Formação e carreira
Ellis cresceu em Potters Bar e estudou matemática e física na Universidade de Cambridge. Durante seu doutorado em Cambridge esteve na Organização Europeia para a Pesquisa Nuclear (CERN). Após o doutorado trabalhou no Centro de Aceleração Linear de Stanford (SLAC) e no Instituto de Tecnologia da Califórnia (Caltech). Trabalha desde 1973 no CERN. Na década de 1970 trabalhou com cromodinâmica quântica, violação CP e bóson de Higgs. Desde a década de 1980 também trabalhou com teoria das cordas, teoria da grande unificação, física de neutrinos, supersimetria e gravitação quântica.

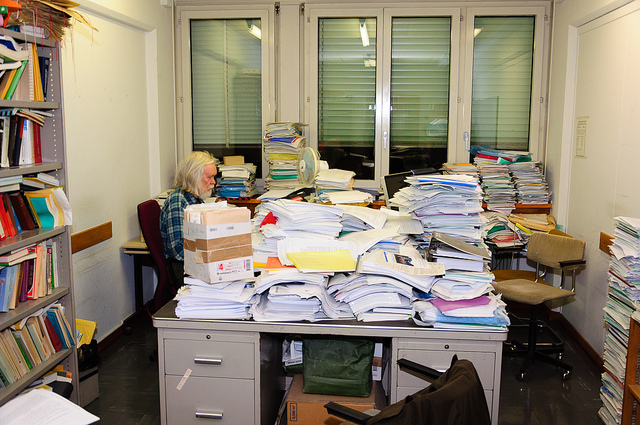
John Ellis em sua sala no CERN, janeiro de 2012

## Publicações
- com Daniele Amati: Quantum Reflections. Cambridge University Press, New York 2000, ISBN 0-521-63008-8.

## Condecorações
- 1982: Medalha Maxwell
- 2005: Medalha Dirac do Instituto de Física
- 2009: Prêmio Julius Wess do Instituto de Tecnologia de Karlsruhe
- 2015: Bakerian Lecture da Royal Society